# Аппій Клавдій Пульхр (консул 79 року до н. е.)
А́ппій Кла́вдій Пульхр (135 до н. е. — 76 до н. е.) — політичний та військовий діяч Римської республіки, консул 79 року до н. е.

## Життєпис
Походив з патриціанської родини Клавдіїв. Син Аппія Клавдія Пульхра, консула 143 року до н. е., та Антістії.
У 111—110 роках до н. е. був монетарієм. У 110 до н. е. програв вибори курульного еділа, але все ж таки у 91 році до н. е. домігся свого обрання на цю посаду.
У 89 році до н. е. обрано претором. Став прихильником Луція Корнелія Сулли.
У 87 році до н. е. обрано військовим трибуном. Водночас Сулла призначив Пульхра своїм легатом й доручив взяти в облогу м. Нола. Тут він протидіяв проти маріанців — Луція Корнелія Цинни та Гая Марія. Втім військові дії Клавдія Пульхра виявилися невдалими — усе його військо перейшло на бік ворога. Після відмови з'явитися до Риму на вимогу народних зборів у нього відібрали імперій та відправили у заслання. У 86 році до н. е. виключений з сенату цензором Луцієм Марцієм Філіпом.
Після перемоги Сулли у громадянській війні Пульхр був відновлений у громадянських правах й обрано консулом на 79 рік до н. е. У 78 році до н. е. Клавдій Пульхр став проконсулом Македонії, втім внаслідок хвороби не обійняв цю посаду. У 77 році до н. е. (після смерті Сулли) призначений інтеррексом для обрання консулів. Того ж року разом з Квінтом Лутацієм Катулом боровся проти маріанця Марка Емілія Лепіда. У 77-76 роках до н. е. проконсул Македонії та Фракії. Тут з успіхом вів війну проти племен скордисків та фракійців з Родопських гір. Але у 76 року до н. е. тяжко захворів й незабаром помер.

## Родина
Дружина — Цецилія Метелла
Діти:
- Аппій Клавдій Пульхр, консул 54 року до н. е.
- Гай Клавдій Пульхр, претор 56 року до н. е.
- Публій Клодій Пульхр, народний трибун 58 року до н. е.
- Клодія Пульхра Старша
- Клавдія Молодша
- Клавдія Терція